# ARM Cortex-A12
ARM Cortex-A12는 ARM 홀딩스가 라이선스하고 ARMv7-A 아키텍처를 구현하는 32비트 프로세서 코어이다. 최대 4개의 캐시 일관성 코어를 제공한다. Cortex-A12는 Cortex-A9의 후속작이다.
ARM은 2014년 초 코어의 두 번째 개정 이후 성능 면에서 구별할 수 없었기 때문에 A12를 Cortex-A17의 변형으로 이름을 변경했다.

## 개요
ARM은 Cortex-A12 코어가 Cortex-A9 코어보다 40% 더 강력하다고 주장한다. Cortex-A9에는 없는 새로운 기능에는 하드웨어 가상화 및 40비트 대규모 물리 주소 확장(LPAE) 주소 지정이 포함된다. big.LITTLE을 지원한다고 발표되었으나, 얼마 지나지 않아 ARM Cortex-A17이 해당 기능을 갖춘 업그레이드 버전으로 발표되었다.
Cortex-A12 코어의 주요 기능은 다음과 같다.
- 비순차적 투기적 발행 슈퍼스칼라 실행 파이프라인은 3.00 DMIPS/MHz/코어를 제공한다.
- NEON SIMD 명령어 집합 확장.
- 고성능 VFPv4 부동 소수점 장치.
- Thumb-2 명령어 집합 인코딩은 성능에 거의 영향을 미치지 않으면서 프로그램 크기를 줄인다.
- 트러스트존 보안 확장.
- L2 캐시 컨트롤러 (0-8 MB).
- 멀티 코어 처리.
- 40비트 대규모 물리 주소 확장(LPAE)은 최대 1 TB의 RAM을 처리한다.
- 하드웨어 가상화 지원.

## 같이 보기
- ARM 아키텍처
- ARMv8-A 코어 비교
- JTAG
- ARM 코어 적용 목록
- ARM 마이크로아키텍처 목록